# Huw Morus
Huw Morus, riportato come Huw Morys o Huw Morris, noto anche con lo pseudonimo di Eos Ceiriog (L'usignolo di Ceiriog) (1622 – agosto 1709), è stato uno scrittore gallese.

## Biografia
Nacque molto probabilmente a Llangollen, ed era figlio di Forys ap Sion ap Ednyfed. Intorno al 1647 il padre trasferì la famiglia alla fattoria di Pont-y-Meibion, nella parrocchia di Llansilin, vicino a Glyn Ceiriog. Sappiamo poco dei primi anni del poeta, probabilmente fu istruito alla "Grammar School" di Ruthin o alla "Free School" di Oswestry al di là del confine dello Shropshire. Ma in una poesia intitolata Ar ofyn gostegion yn amser Cromwel il poeta si lamenta di un apprendistato di sette anni; e secondo un'altra tradizione, anche se non documentata, gli venne insegnato il mestiere di conciatore. Sembra che non si fosse mai sposato, e che abbia vissuto nella fattoria della famiglia per tutta la vita. 
Fu patronizzato da molti membri della nobiltà minore rurale del nord-est del Galles, tra cui William Owen di Brogyntyn, Sir Thomas Mostyn di Gloddaeth, e Sir Thomas Myddleton del castello di Chirk. Compose molte notevoli elegie, tra cui una, in forma di dialogo, per barbara Myddleton, la moglie di Richard Myddleton di Plas Newydd, Llansilin, considerata ancora oggi tra le più belle elegie della letteratura gallese. 
Fu un convinto uomo di chiesa e monarchico, molte sue poesie attaccano Oliver Cromwell, i Roundheads (Teste rotonde), e il Commonwealth of England (Repubblica inglese), ma riuscì ad evitare spiacevoli conseguenze indicando i suoi personaggi con nomi di animali. Si oppose al puritanesimo gallese di Morgan Llwyd, Vavasor Powell e Walter Cradock, che nei suoi versi colpì senza pietà con la satira. Compose anche molte poesie morali e devozionali, oltre a inni natalizi e "di maggio". Gli fu attribuito lo pseudonimo di "Eos Ceiriog" (L'usignolo di Ceiriog) per le sue poesie sull'amore e la natura; e propugnò una metrica basata su un'accentazione libera ma ugualmente rispettosa della Cynghanedd (Armonia), l'assonanza tradizionale della poesia gallese. Ciò costituì una Scuola di discepoli nel XVIII secolo, sebbene pochi suoi seguaci riuscissero ad avvicinarsi al suo livello di abilità. Le poesie di Morus sono fortemente radicate nella società del suo tempo, e ci permettono di dare uno sguardo alla vita della gente comune di campagna nel Galles della seconda metà del XVII secolo.
Oltre ad essere stato tra i poeti più popolari e prolifici del suo tempo, e ad aver composto un abbondante numero di poesie con una grande varietà di schemi metrici, riuscì nel difficile intento di colmare il dislivello tra la passata tradizione dei "Beirdd yr Uchelwyr", i "Poeti della nobiltà" medievali, e i versi popolari.  
Fu sepolto il 31 agosto 1709 nella chiesa parrocchiale di Lansilin. Sopra la tomba una vetrata riporta alcuni suoi Englynion Cyffes (Versi confessionali).

## Opere (edizioni moderne)

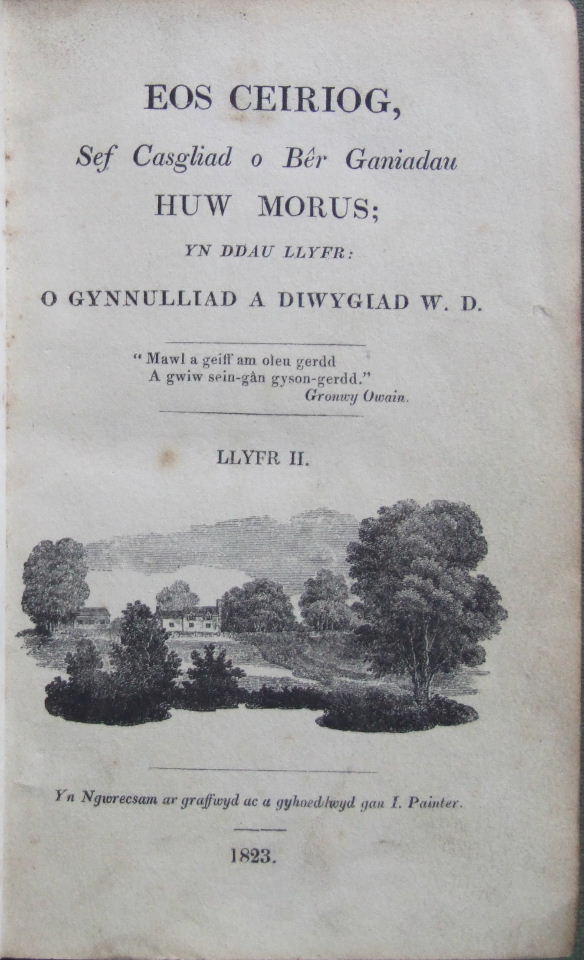
Frontespizio di Eos Ceiriog (vol. II), raccolta di opere di Huw Morus, a cura di Gwallter Mechain, Wrexham, 1823

- Gwallter Mechain (a cura di), Eos Ceiriog (2 voll.), Wrexham, 1823
- Owen M. Edwards (a cura di), Gwaith Huw Morus (L'opera di Huw Morus), Cyfres y Fil, 1902, selezione dall'opera
- Blodeugerdd Rhydychen o Farddoniaeth Gymraeg (Antologia di Oxford della poesia gallese), contiene due poesie di Huw Morus